# 자본충실의 원칙
자본충실의 원칙은 상법의 원칙 가운데 하나로, 채권자 보호라는 원칙을 가지고 있다.